# Macrotes netricalis
Macrotes netricalis là một loài bướm đêm trong họ Geometridae.